# At Last (álbum)
At Last é um álbum de estúdio, lançado em 2003, pela cantora estadunidense Cyndi Lauper.
O repertório consiste de versões cover de clássicos do jazz, bem como covers de músicas contemporâneas com arranjos jazz. Entre as canções destaca-se o dueto com o cantor Tony Bennett, um dos nomes mais conhecidos no gênero, no clássico "Makin 'Whoopee".
Para a divulgação e promoção, Lauper foi a atração principal do VH1 Divas Live 2004 ao lado de artistas como Patti LaBelle e Debbie Harry. A canção "Stay", com Sheila E. na percussão, foi cantada no evento.
A recepção da crítica especializada em música foi favorável. Os sites AllMusic e Slant Magazine escreveram resenhas elogiosas e avaliaram-no com três estrelas de cinco.
Comercialmente, o single "Walk On By" ficou em #10 na parada musical Billboard Hot Dance Club Play  e a versão remix "Eddie X Mixes" apareceu na mesma tabela em #15. Na parada Billboard 200 o álbum estreou no número 38, com 47.000 cópias vendidas durante a semana. De acordo com Nielsen SoundScan, 276 mil cópias foram vendidas até 2012.
Em 2008, durante a promoção de Bring Ya to the Brink, a cantora deu entrevista ao jornal brasileiro Extra, e afirmou que o álbum foi um projeto especial, com a intervenção da gravadora e que ela não o considera como um "disco de carreira".

## Lista de faixas
- Créditos retirados do encarte do álbum At Last, de 2003.[11]

| N.º            | Título                              | Compositor(es)                                | Duração |  |
| 1.             | "At Last"                           | Mack Gordon, Harry Warren                     | 2:42    |  |
| 2.             | "Walk on By"                        | Burt Bacharach, Hal David                     | 4:32    |  |
| 3.             | "Stay"                              | Maurice Williams                              | 3:13    |  |
| 4.             | "La Vie en Rose"                    | Mack David, Louis Guglielmi, Édith Piaf       | 3:34    |  |
| 5.             | "Unchained Melody"                  | Alex North, Hy Zaret                          | 4:27    |  |
| 6.             | "If You Go Away"                    | Jacques Brel, Rod McKuen                      | 4:28    |  |
| 7.             | "Until You Come Back to Me"         | Morris Broadnax, Clarence Paul, Stevie Wonder | 4:39    |  |
| 8.             | "My Baby Just Cares for Me"         | Walter Donaldson, Gus Kahn                    | 2:37    |  |
| 9.             | "Makin' Whoopee" (com Tony Bennett) | Donaldson, Kahn                               | 4:13    |  |
| 10.            | "Don't Let Me Be Misunderstood"     | Bennie Benjamin, Gloria Caldwell, Sol Marcus  | 3:38    |  |
| 11.            | "You've Really Got a Hold on Me"    | Smokey Robinson                               | 4:03    |  |
| 12.            | "Hymn to Love"                      | Marguerite Monnot, Eddie Constantine          | 3:33    |  |
| 13.            | "On the Sunny Side of the Street"   | Dorothy Fields, Jimmy McHugh                  | 4:05    |  |
| Duração total: | Duração total:                      | Duração total:                                | 50:02   |  |

## Tabela

### Tabelas semanais
| Tabela musical (2003)                     | Melhor posição |
| ----------------------------------------- | -------------- |
| Austrália (ARIA)                          | 32             |
| Canadá (Billboard)                        | 32             |
| Estados Unidos (Billboard 200)            | 38             |
| Estados Unidos (Billboard Digital Albums) | 12             |
| França (SNEP)                             | 85             |
| Japão (Oricon)                            | 205            |
| Reino Unido (UK Albums) (OCC)             | 124            |
| Suíça (Schweizer Hitparade)               | 50             |